# نجد العسكري (القفر)

تعديل مصدري - تعديل

نجد العسكري هي إحدى قرى عزلة بني مهدى بمديرية القفر التابعة لمحافظة إب، بلغ تعداد سكانها 65 نسمة حسب تعداد اليمن لعام 2004.